# Kovaci, Stara Zagora
Kovaci (în bulgară Ковач) este un sat în comuna Radnevo, regiunea Stara Zagora,  Bulgaria. 

## Demografie
Componența etnică a satului Kovaci
     Bulgari (96,34%)
     Nicio identificare (3,65%)
     Altele (0%)
La recensământul din 2011, populația satului Kovaci era de 82 locuitori. Din punct de vedere etnic, majoritatea locuitorilor (96,34%) erau bulgari. Pentru 3,65% din locuitori nu este cunoscută apartenența etnică.